# HMS Wrangler (R48)
«Вранглер» (англ. HMS Wrangler (R48) — військовий корабель, ескадрений міноносець типу «W» Королівського військово-морського флоту Великої Британії часів Другої світової та Холодної воєн.
Ескадрений міноносець «Вранглер» закладений 23 вересня 1942 року на верфі компанії Vickers-Armstrongs у Барроу-ін-Фернесс. 29 вересня 1943 року він був спущений на воду, а 14 липня 1944 року увійшов до складу Королівських ВМС Великої Британії. Есмінець брав участь у бойових діях на морі в Другій світовій війні, бився на Тихому океані. Корабель брав участь у церемонії капітуляції Японії в Токійській затоці.
Після завершення війни залишався у складі Королівського флоту, згодом пройшов програму модернізації фрегатів типу 15. 1956 року проданий ВМС Південно-Африканського Союзу, перейменований на «Фрі-Стейт». 14 квітня 1976 року потоплений підводним човном «Спер» як корабель-мішень.

## Історія служби
20 грудня 1944 року британська оперативна група діяла в рамках операції «Робсон», завдавши повітряних ударів по комплексу нафтоочисних споруд у Пангкалан Брандант на Суматрі.